# ستيلا هارفي
ستيلا ليفينتويانيس هارفي (ولدت في 8 فبراير 1956) هي مؤلفة كندية، وكذلك المؤسسة والمديرة الفنية لجمعية ويسلر للكتابة. تحت إشراف هارفي، تنتج جمعية ويسلر للكتابة مهرجان كتاب ويسلر السنوي، والمؤلفون في برنامج المدرسة، وبرنامج ويسلر رايتر في الإقامة، وسلسلة القراءة الربيعية.
ولدت هارفي في القاهرة بمصر وهاجرت إلى كالجاري، ألبرتا مع عائلتها عندما كانت طفلة. تعيش الآن في ويسلر، كولومبيا البريطانية. هارفي من أصل يوناني من خلال والدها ومن أصل لبناني وفرنسي من خلال والدتها.
بالإضافة إلى الكتابة والإشراف على جمعية ويسلر للكتابة، توجه هارفي الطلاب في استوديو الكتاب بجامعة سيمون فريزر. قبل الشروع في مهنتها في الكتابة، عملت في العديد من الأدوار الإدارية العليا في كل من القطاعين العام والخاص وقادت أو سهلت مشاريع التغيير التنظيمي الكبيرة. هارفي حاصلة على درجة الماجستير في العمل الاجتماعي من جامعة كالجاري وشهادة في الكتابة الإبداعية من جامعة سيمون فريزر.

## ببليوغرافيا

### روايات
- العثور على كاليدورا (إصدارات التوقيع، 2019)
- على شفا الحرية (طبعات التوقيع، 2015)
- بنات نيكولاي (طبعات التوقيع، 2012)، مع منشورات بسيكوجيوس في أثينا تنشر الترجمة اليونانية في عام 2014.

### قصص قصيرة
- الخطوة 5 (مسابقة سي بي سي كندا تكتب القصة القصيرة، 2013)
- الهروب ( سؤال ويسلر، 2011)
- فيناخ (مراجعة دالهوزي، 2006)
- لا سترانييرا ( ذي نيو أورفيك ريفيو، 2005)
- الثواني ( مختارات الحلقة المفرغة، 2004)
- الكلمات ( مجلة ايميرج، مختارات استوديو الكاتب، 2004)
- النهاية ( سؤال ويسلر، 2002)
- هجوم عداء ( بيكيه نيوزماغازين، 2002)
- فتاة جميلة ( بيكيه نيوزماغازين، 2002)

### غير الخيالية
- أبناء العم (مسابقة سلالات سي بي سي، 2013)
- بعد 56 عامًا من الزواج، كان والداي يمسكان بأيديهما دائمًا ( (العالم والبريد، 2011)
- الحلقة المفرغة: في حياة الكتابة ( بيكيه نيوزماغازين، 2003)
- لا يناسب رعاة البقر هؤلاء: الدروس المستفادة من رواد الأعمال الشباب ( بيكيه نيوزماغازين، 2003)
- لا توجد بدلات لرعاة البقر هؤلاء: رواد الأعمال الشباب من ويسلر يشقون طريقهم ( بيكيه نيوزماغازين، 2002)
- البحث عن روح ويسلر ( بيكيه نيوزماغازين، 2002)
- بيلا أومبريا ( بيكيه نيوزماغازين، 2002)
- مراجعة كتاب المستكشف في نيويورك ( بيكيه نيوزماغازين، 2002)

### الجوائز
- بطل الفنون (ويسلر، كولومبيا البريطانية، 2015) [4]

## روابط خارجية
- الموقع الرسمي